# Courtney Liebenberg
Pour les articles homonymes, voir Liebenberg.
Courtney Liebenberg, née le 25 janvier 1987, est une coureuse cycliste namibienne.
En 2023, elle est vice-championne d'Afrique en contre-la-montre par équipes.

## Palmarès

### Par année
- 2021
  - 3e du championnat de Namibie du contre-la-montre
- 2022
  - 2e du championnat de Namibie sur route
- 2023
  -  Médaillée d'argent du championnat d'Afrique du contre-la-montre par équipes

### Classements mondiaux
| Année                                 | 2021 | 2022 | 2023 |
| ------------------------------------- | ---- | ---- | ---- |
| Classement UCI                        | 561e | 589e | 273e |
|                                       |      |      |      |
| Légende : nc = non classéSource : UCI |      |      |      |